# Intrinsics
Pour les articles homonymes, voir Xt.
Intrinsics (également désigné par l'acronyme Xt, pour X toolkit, « boîte à outils X ») est une bibliothèque logicielle pour le protocole X Window System. Plus précisément, il s'agit d'une bibliothèque utilisant la bibliothèque de très bas niveau Xlib et qui fournit une API plus conviviale (orientée objet) pour développer des programmes X11 contenant des widgets graphiques. Elle est utilisable avec les langages de programmation C et C++.
La bibliothèque de bas-niveau Xlib fournit des fonctions permettant d'interagir avec un serveur X11, mais elle n'offre aucune fonction pour la mise en œuvre des éléments graphiques que l'on trouve habituellement dans un environnement graphique, tels que les boutons, les menus, etc. De tels éléments sont appelés des widgets. La bibliothèque Xt propose des fonctionnalités pour créer puis gérer différents types de widgets, sans toutefois fournir de widgets spécifiques. Les widgets spécifiques sont implémentés par d'autres bibliothèques qui utilisent Xt, telles que Xaw et Motif.
Un programmeur peut par exemple se servir de la bibliothèque Xt pour créer et utiliser un nouveau type de widget, tel qu'un bouton à trois états. Comme les applications ne nécessitent généralement qu'un jeu standard de widgets, elles reposent souvent sur des bibliothèques telles que Xaw ou Motif fournissant ces widgets, plutôt que de les mettre en œuvre directement avec Xt.